# Bieńki (województwo warmińsko-mazurskie)
Bieńki (niem. Bienken, 1938–1945 Bönigken) – osada w Polsce, w województwie warmińsko-mazurskim, w powiecie mrągowskim, w gminie Piecki,  kiedyś młyn wodny nad Jeziorem Białym, założony w 1616 roku przez Jerzego Bieńka.
Do 2023 miejscowość była przysiółkiem wsi Głogno.
W latach 1975–1998 przysiółek administracyjnie należał do województwa olsztyńskiego.